# Clément Guillon

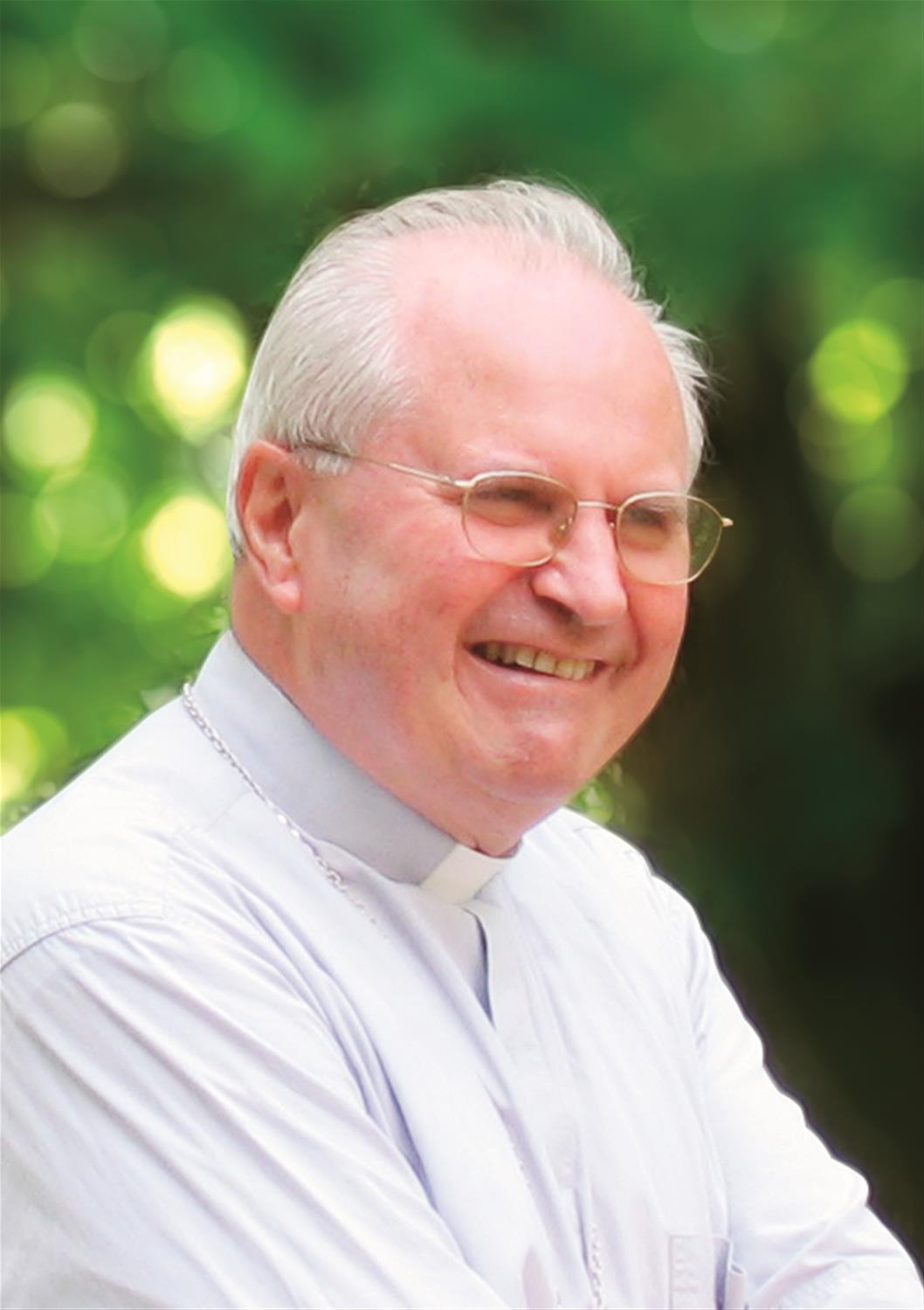
Clément Guillon

Clément Joseph Marie Raymond Guillon CIM (* 27. April 1932 in Plessé, Département Loire-Atlantique, Frankreich; † 9. Juli 2010 in Redon, Département Ille-et-Vilaine, Bretagne) war Bischof von Quimper.

## Leben
Clément Guillon trat der Ordensgemeinschaft der Kongregation von Jesus und Maria bei, legte am 15. August 1954 die Profess ab und empfing am 5. Mai 1957 die Priesterweihe. Er war Generaloberer der Kongregation von 1971 bis 1983. Von 1983 bis 1988 war er Leiter der Aus- und Weiterbildung von Priestern, Ordensangehörigen und Diakonen im Bistum Évry-Corbeil-Essonnes.
Papst Johannes Paul II. berief ihn am 17. März 1988 zum Koadjutorbischof von Quimper. Die Bischofsweihe erfolgte am 10. April desselben Jahres durch den Bischof von Quimper, Francis Barbu; Mitkonsekratoren waren Armand François M. Le Bourgeois CIM, Bischof von Autun, und Guy Herbulot, Bischof von Corbeil. Nach der Emeritierung Francis Jules Joseph Marie Barbus folgte er diesem als Bischof von Quimper nach.
Am 7. Dezember 2007 nahm Benedikt XVI. seinen altersbedingten Rücktritt an.